# Offlajv-symbol

En offlajv-runa

En offlajv-symbol (ofta kallad offlajv-runa, ibland även utgårdaruna) är en symbol som används på lajv, särskilt fantasylajv, för att informera spelarna om att det i den behållare som symbolen befinner sig på finns saker som inte tillhör spelet och som kan störa illusionen. Lajvare försöker i möjligaste mån att undvika föremål som stör illusionen, men det kan ändå vara nödvändigt att medföra exempelvis personliga mediciner eller liknande. Offlajv-symboler kan även anbringas på tält och byggnader exempelvis om de används som matförråd (där maten inte blivit ompackad till passande behållare), om de används av spelare som spelar sminkroller för att sminka sig eller om de används av lajvets arrangörer för speltekniska ändamål.

## Offlajv-symboler i Sverige
Den i princip enda offlajv-symbol som används på svenska lajv är den offlajv-runa som utformades inför lajvet Trenne byar 1994. Den utgår från bokstäverna "O" och "L" (Off Lajv) så att det ser ut som ett liggande "V" (med spetsen åt vänster och öppningen åt höger) inskrivet i en cirkel.  Denna offlajvruna har använts på i stort sett alla svenska lajv sedan dess. Den ursprungliga offlajv-runan var i röd färg, men numera förekommer även andra färger. Offlajvrunor förutsätts vara diskreta, en offlajvruna på en dörr täcker alltså inte hela dörrytan utan är kanske fem centimeter i diameter. Offlajv-runan skapades av Gabriel Sandberg, illustratör åt Ett Glas som arrangerade Trenne byar.

## Offlajv-symboler i Norge
Den svenska offlajv-runan används även på vissa norska lajv. Den kallas då utgårsrune. 